# Gustaf Lannestock
Gustaf Lannestock, född 1902 i Landa i Halland, död 1983 i Carmel, Kalifornien, var en svenskamerikansk byggmästare, översättare och författare. Lannestock översatte bland annat Vilhelm Mobergs utvandrarserie till engelska.
Lannestock föddes i Landa socken som ett av nio barn till hemmansägarparet Johannes och Josefina Andersson på Lannestocks gård. I tjugoårsåldern började han studera vid Högre latinläroverket i Göteborg, men avbröt efter en termin studierna då han hade ont om pengar. Han flyttade hem, läste in kurserna och tenterade ämne för ämne. År 1923 tog han studentexamen och fortsatte sedan studierna vid Göteborgs högskola där han läste nordiska språk, geografi och tyska och tog en fil.kand. För att försörja sig arbetade han parallellt med studierna, bland annat som studiecirkelledare, samt sålde även artiklar till Göteborgs Handels- och Sjöfartstidning.
I januari 1930 for Gustaf Andersson till Amerika och uppgav vid immigrantkontrollen på Ellis Island sitt efternamn som Lannestock efter namnet på födelsegården.
Efter en kort tid i New York for Lannestock vidare för att söka efter släktingar, bland annat till Kansas och Montana. Han kom dock att bosätta sig i Los Angeles i Kalifornien. Han skrev en artikel till en tidning, men den gav honom ingen större inkomst, varför han sökte andra arbeten. Lannestock kom att starta en av de första drive-in-restaurangerna i USA, men det blev ett ekonomiskt misslyckande och han gav sig därefter in i byggbranschen.
Gustaf Lannestock och hans fru Lucile bosatte sig 1937 i staden Carmel norr om Los Angeles. Han fortsatte med sin byggverksamhet och investerade på börsen. Här kom Lannestock att träffa Vilhelm Moberg, som hyrt ett hus i närheten och höll på med sitt utvandrarepos. Moberg bad Lannestock översätta verket till engelska och år 1950 var den engelska versionen av Utvandrarna klar under titeln The Emigrants. Även de övriga tre delarna i verket kom att översättas av Lannestock.
Lannestock översatte även verk av Karin Boye, Aksel Sandemose och Albert Viksten. År 1977 gavs Lannestocks enda egna bok ut, Vilhelm Moberg i Amerika.